# Andreas Bäumler
Andreas Johann Bäumler (* 22. November 1962 in  Falkenstein) ist ein deutscher Mikrobiologe und Immunologe.
Bäumler studierte Mikrobiologie an der Universität Tübingen und promovierte dort 1992 mit einer Dissertation über Eisenstoffwechsel von Escherichia coli und Yersinia enterocolitica. Als Post-Doktorand war er 1992 bis 1995 an der Oregon Health Science University. Ab 1996 war er Assistant Professor an der Texas A&M University, an der er 2001 Associate Professor wurde, und ab 2005 war er Professor für Mikrobiologie und Immunologie an der University of California, Davis.
Er untersucht die Pathogenese von Salmonellenerkrankungen und die Wechselwirkung der Erreger mit der Darmflora. Während zuvor vor allem Typhus am Mausmodell studiert wurde, studierte Bäumler die von Salmonella Typhimurium erzeugte Gastroenteritis mit Kälbern als Modell. Er identifizierte mit seinem Labor verschiedene Virulenzfaktoren und spezifische Abwehrmechanismen des Immunsystems des Wirtes. Insbesondere entdeckte er, dass das Gleichgewicht der Darmflora durch den Energiestoffwechsel und die Zellatmung der Epithelzellen des Darms gesteuert wird. Bei einer Infektion etwa mit Salmonellen ändert sich der Energiestoffwechsel der Epithelzellen mit Rückwirkungen auf die Zusammensetzung der Darmflora. Es entwickelt sich eine Dysbiose (Verschiebung der Darmflorazusammensetzung), die den Krankheitsverlauf etwa bei Darmentzündungen stark beeinflusst. Bäumlers Forschungen lieferten auch neue Ansatzpunkte dafür, wie in solchen Fällen das Gleichgewicht wiederhergestellt werden kann.
2010 wurde er Fellow der American Academy of Microbiology und 2020 Mitglied der Leopoldina. 2021 erhielt er mit Yasmine Belkaid den Robert-Koch-Preis für Arbeiten zur Bedeutung der Mikroflora für das menschliche Immunsystem. 2023 wurde Bäumler zum Mitglied der National Academy of Sciences gewählt.
2017 wurde er Hauptherausgeber von Infection and Immunity.